# 八幡神社 (姶良市)
八幡神社（はちまんじんじゃ）は、鹿児島県姶良市にある神社。鎮座地から鍋倉八幡神社（なべくらはちまじんじゃ）や帖佐（ちょうさ）八幡神社とも呼ばれ、また正八幡宮（現鹿児島神宮）に対して新正八幡宮（しんしょうはちまんぐう）とも称す。旧社格は郷社。

## 祭神
応神天皇、神功皇后、玉依姫命を祀る。

## 沿革
弘安5年（1282年）頃、京都の石清水八幡宮から下向した善法寺法印了清が同八幡宮を勧請したといわれている。
善法寺了清は、石清水八幡宮の祠官の一族であったが、当時、石清水八幡宮と関係が深かった大隅正八幡宮（現鹿児島神宮）領の帖佐郷平山村の領家職として、石清水八幡宮の神璽を奉じ、一家眷族、僧侶、医者、大工、染師、土器師等873人を率い、船で帖佐松原八幡江湖に到着した。更に別府川を遡り、清泉が湧き出している折橋山山上を社地に定めて創祀、大隅正八幡宮に対して、新たに勧請した八幡宮ということで「新正八幡宮」と称した。了清は、八幡宮の脇に、平安山八流寺増長院を別当寺として建立した。更に付近に平山城（平安城）を築き、地名から平山氏を名乗り、一族を各地に配し帖佐郷を支配した。
享徳から長禄年間に、平山氏は島津氏との戦いに破れて指宿へと移され当神社も衰微したが、島津義弘が帖佐郷在住時に崇敬し、関ヶ原の戦いから生還できた報賽として祭事を再興、三十六歌仙額を奉納した。

## 祭祀
平山氏の子孫とされる薩摩川内市の平山家を招き、浜下り神事を10月25日に行う。松原地区（姶良町東餅田）にある御門神社まで、神輿が浜下りを行う。姶良町指定無形民俗文化財。

## 社殿

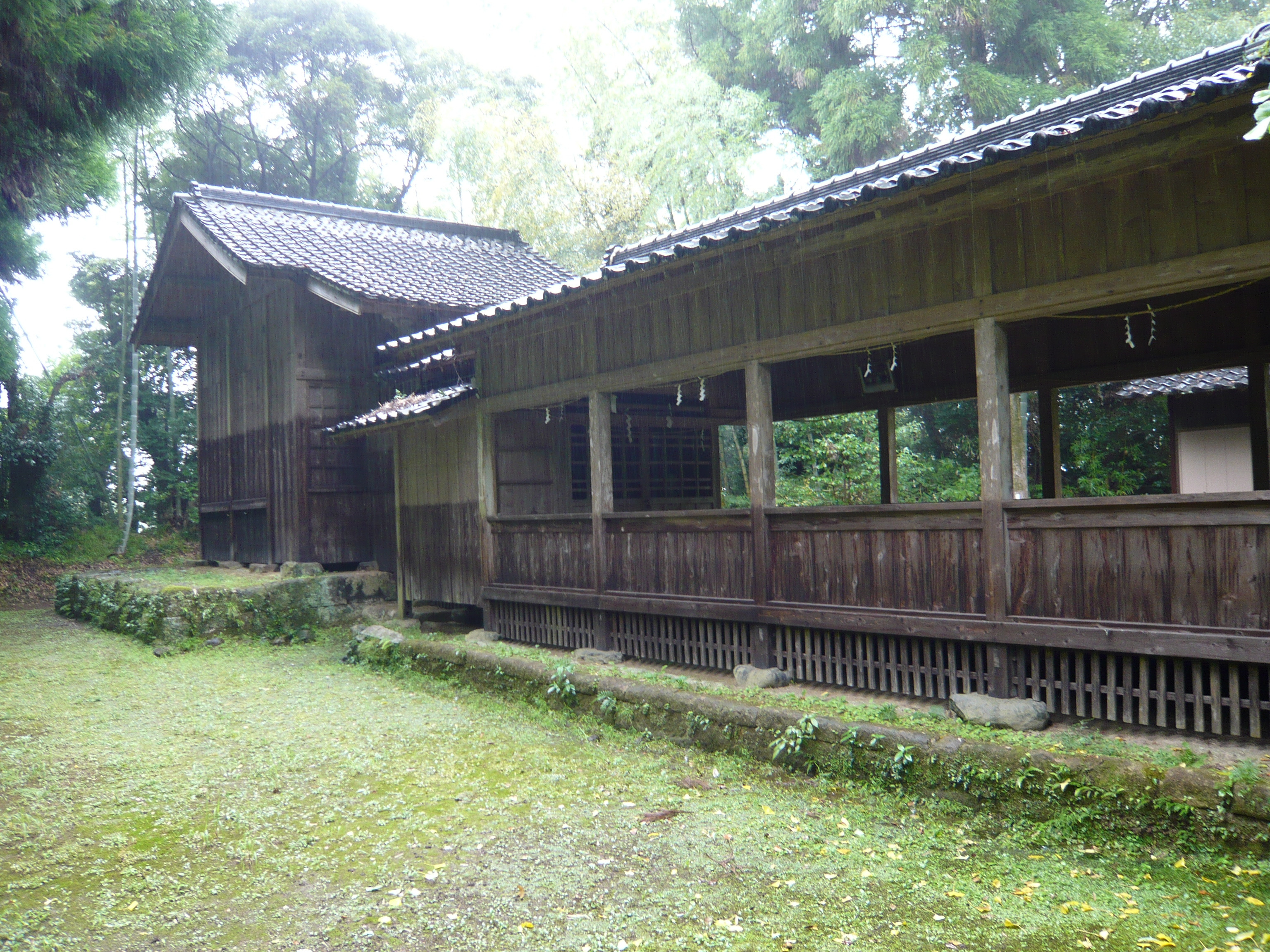
本殿と拝殿

## 所蔵文化財
三十六歌仙額
島津義弘が慶長9年（1604年）に奉納した。歌の筆者は島津忠恒。絵師は市来家鎮。姶良町文化財。

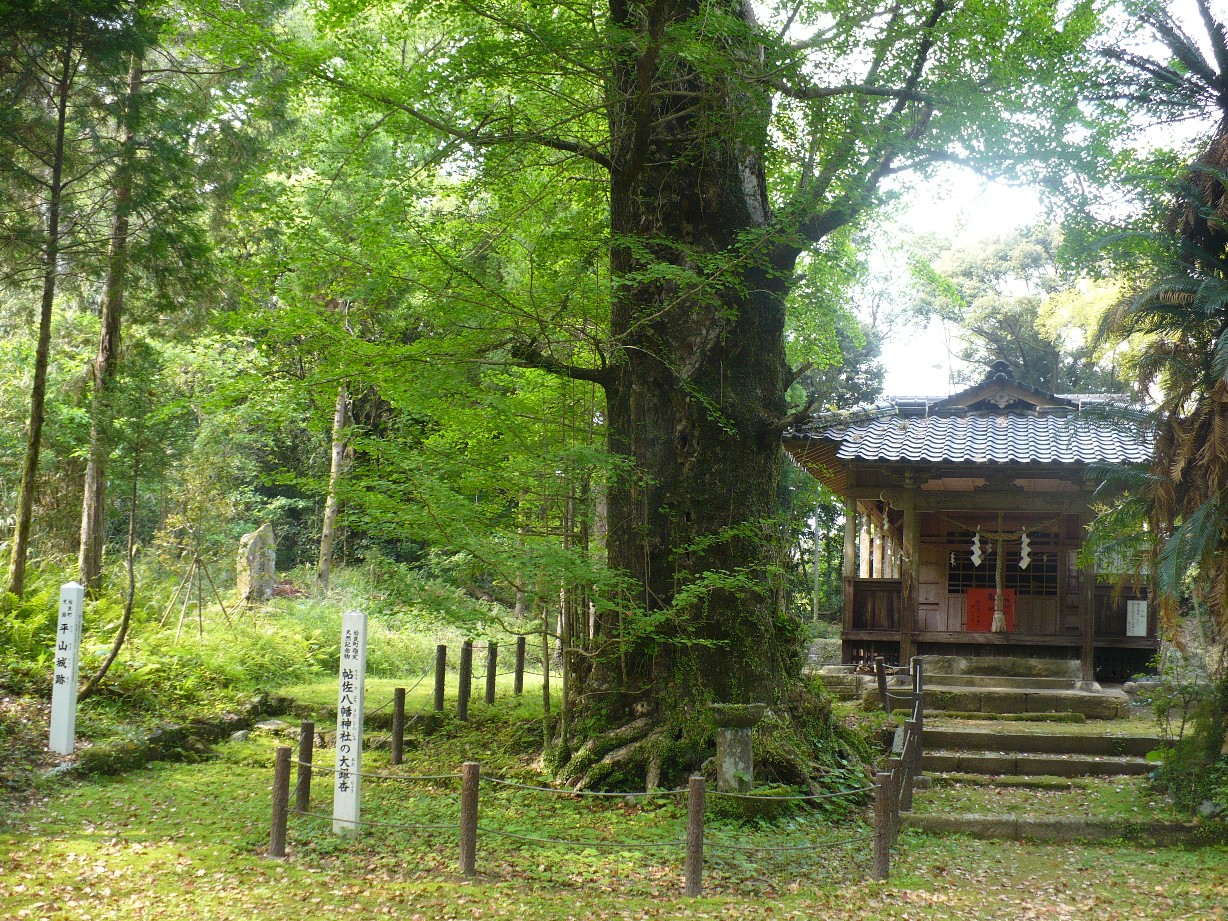
大銀杏
平山了清が植えたものと伝えられ、樹齢700年以上、高さ14.5メートル、樹幹目通り7.1メートル、根廻り11.4メートル。姶良町文化財（天然記念物）。